# مجسمه (فیلم)
مجسمه فیلمی ایرانی به کارگردانی و نویسندگی ابراهیم وحیدزاده و دومین ساخته وی به سال ۱۳۷۱ است.

## داستان فیلم
مجسمه داستان سه دوره زندگی شخصی به نام بهرام شیرازی است. داستان از لحظه‌یی شروع می‌شود که روزی بهرام وقتی از خواب بیدار می‌شود. می‌بیند که دست راستش دیگر به فرمان او نیست و می‌خواهد برای خودش مستقلاً عمل کند.

## بازیگران
1. سعید خوشدل
2. امین تارخ در نقش بهرام شیرازی
3. ثریا قاسمی در نقش مستخدم دانشگاه
4. شیوا خنیاگر در نقش همسر بهرام شیرازی
5. سیروس ابراهیم‌زاده در نقش استاد دانشگاه
6. منوچهر حامدی در نقش استاد دانشگاه
7. هرمز هدایت در نقش رئیس دانشکده
8. رضا فیاضی در نقش سیمون
9. جهانگیر فروهر در نقش رئیس بهرام در شهرداری
10. منصور والامقام در نقش دکتر
11. بهزاد خداویسی در نقش دانشجو
12. لوریک میناسیان در نقش مادام ایوازیان
13. محمد سادات ابهری در نقش کارمند دانشکده
14. اکبر قدمی
15. رضا بنفشه‌خواه در نقش استاد
16. داوود آریا در نقش کارمند اداره ثبت
17. تیان در نقش دوست بهرام
18. موریس در نقش دوست بهرام
19. کاظم هژیرآزاد در نقش لات
20. غلامحسین صالحیار در نقش رئیس دانشگاه
21. خدیجه اسدخانی در نقش دانشجو
22. گرشاسپ کیانبخت در نقش استاد
23. محمود دانشمندی در نقش دانشجو
24. محمود بنفشه‌خواه در نقش استاد
25. هوشنگ قوانلو در نقش افسر
26. محسن متین در نقش کارمند انتشارات
27. عیسی صفایی در نقش رئیس اداره ثبت احوال
28. محمود بصیری
29. سیاوش ظهیرالدینی در نقش نوازنده
30. کریم قربانی در نقش نوازنده
31. رضا عالمی در نقش همسایه
32. ابراهیم لطفی در نقش همسایه
33. مهوش وقاری در نقش همسایه
34. عزیزاله سرانجامی در نقش کارمند ثبت
35. ابراهیم عباسعلی زاده در نقش پاسبان
36. جواد زیتونی در نقش مشتری رستوران
37. بهروز پیروزیان در نقش مشتری رستوران
38. نبی اله فلاح مراد در نقش مشتری رستوران
39. هادی ابری در نقش دانشجو
40. مجید فرشی زاده در نقش دانشجو
41. رحمان مقدم در نقش پزشک
42. نجف علی هادی
43. کاظم شیرین سخن در نقش استاد
44. ضیاء قریشی در نقش خریدار تابلونقاشی
45. اکبر احمدی